# Williamodendron spectabile
Williamodendron spectabile är en lagerväxtart som beskrevs av K. Kubitzki & H.G. Richter. Williamodendron spectabile ingår i släktet Williamodendron och familjen lagerväxter. Inga underarter finns listade i Catalogue of Life.